# 仙女座IV
仙女座 Ⅳ可能是一個矮不規則星系，有人認為仙女座大星系的衛星星系，亦有人認為其實離仙女座大星系很遠的。但是它也可能不是個星系，而只是失落的星團或只是背景中的影像。

## 歷史
它是被Sydney van Der Bergh發現的。